# Hvozdec (okres Brno-venkov)
Hvozdec je obec v okrese Brno-venkov v Jihomoravském kraji. Leží v Boskovické brázdě v katastrálním území Hvozdec u Veverské Bítýšky, zhruba 10 km západně od okrajových částí Brna. Hvozdec sousedí na severu s Veverskou Bítýškou, na jihu s Veverskými Knínicemi a na jihozápadě s Javůrkem. Na východě se rozkládá přírodní park Podkomorské lesy, součást městské části Brno-Bystrc, na západě přírodní park Údolí Bílého potoka. Žije zde 358 obyvatel.
Hvozdec je členem „Svazku obcí Panství hradu Veveří“.

## Historie
- 1317: první dochovaná zmínka o Hvozdci se nalézá v listině z roku 1317. V ní Kateřina, vdova po Tasovi z Lomnice, věnovala Hvozdec klášteru svaté Anny v Brně se dvorem a osadníky. Hvozdec odhadnut byl na 3 3/8 lánů a 9 komínů poddanských;
- 1770: drahotu v letech 1770–72 následovala nemoc nazývaná „shnilá horečka“. Na Veveří a ve Hvozdci umíralo ročně přes 40 osob;
- 1782: 2. května byl zrušen panenský dominikánský klášter svaté Anny na Starém Brně zvaný „Králova zahrada“, jemuž mezi jinými náležel i statek hvozdecký. Jmění po něm převzal náboženský fond a spojil Hvozdec se správou statku blažovického;
- 1784: 13. září císař Josef II. schválil pro Hvozdec smlouvu o vykoupení roboty a rozkouskování dvoru;
- 1802: 2. února  koupil baron Vilém Mundy za 20 310 zl. hvozdecký statek a spojil Hvozdec s tišnovským panstvím;
- 1804: 21. listopadu  Baron Vilém Mundy pro vzdálenost odloučil Hvozdec od správy Tišnovské a  přidělil ho do veverského panství;
- 1850: cholera ve Hvozdci (15 mrtvých);
- 1894: postavení školy na místě bývalé pastoušky, prvním učitelem a správcem zdejší školy byl jmenován Václav Oharek, dříve učitel v Říčanech;
- 1902: stavba silnice „Krajinou“ k okresní silnici Ostrovačice–Veverská Bítýška;
- 1909: založení Sboru dobrovolných hasičů, starostou Josef Pacek, náčelníkem Václav Oharek;
- 1918: založení Sokola;
- 1920: provedena elektrifikace obce;
- 1928: dokončení silnice do Veverské Bítýšky;
- 1931: postavení sokolovny (29. 3. rozhodnutí o jejím postavení, 12. 7. slavnostní otevření);
- 1933: ustavení Lesního družstva;
- 1934: odhalení pomníku T. G. Masaryka u sokolovny. Vysazení třešňového sadu na „Americe“ nazvaného „Švehlův sad“;
- 1935: 11. února požár chalupy řezníka F. Trilly;
- 1938: po všeobecné mobilizaci narukovalo 41 mužů do 40 let;
- 1946: ze sbírky občanů byla opravena zvonička a zakoupen nový zvonek, neboť za války byl odebrán na výrobu zbrojařskou. Vystěhováním a úmrtím se obec vylidňuje, takže počet obyvatel klesl pod 300;
- 1949: přes obec začaly jezdit autobusy Dopravního podniku města Brna jako část spojů na trati Veverská Bítýška–Brno.
- 1952: na sklonku roku dán do provozu místní rozhlas. Tak byl zdejší obecní strážník zbaven bubnování. Na jaře se začalo s výkopem vodní nádrže (koupaliště) na lukách za vesnicí nedaleko silnice do Veverské Bítýšky;
- 1955: v hrubých rysech byl zakryt potok od rybníka ke škole;
- 1956: pokračovaly práce na kanalizaci obce, a to od stavení Josefa Kříže směrem ke stavení Antonína Packa;
- 1957: založení JZD, předseda Karel Zelinka, agronom Jan Zounek, zootechnik Otto Pšikal, účetní Josef Pacek;
- 1964: dokončení kanalizace – zatrubnění potoka. Rekonstrukce elektrické sítě – výměna všech sloupů a vedení po obci;
- 1965: po 71 letech výuky byla uzavřena škola ve Hvozdci;
- 1969: vybudování autobusové zastávky;
- 1971: byla dokončena generální oprava vodní nádrže na horním konci obce, započalo se s generální opravou sokolovny – výměna dveří, oken, stropu, přestavba výčepu a kuchyně, nová elektroinstalace;
- 1972: pokračovalo se v generální opravě sokolovny (při letní bouřce uhodil do sokolovny kulový blesk, vyhořelo elektrické vedení; takto vzniklou škodu uhradila pojišťovna částkou 9 009 Kčs). Jednotné zemědělské družstvo bylo sloučeno s Veverskými Knínicemi;
- 1973: proveden výkop nové vodní nádrže Na Hraničkách, upraven přítok i odtok vody;
- 1974: byl zrušen místní požární sbor, hasicí přístroje převzala požární jednotka JZD Veveří;
- 1976: zbourání obecní váhy v prostoru dnešní zastávky MHD;
- 1977: byl zrušen rybník před domem č. 8 a brigádnicky provedena parková úprava. Jednotné zemědělské družstvo se sloučilo s Říčany. Název: JZD „Veveří“;
- 1979: nová prodejna potravin byla otevřena v adaptované třídě bývalé školy;
- 1980: od 1. 7. byla obec integrována pod Místní národní výbor Veverská Bítýška. Myslivecké sdružení Hvozdec bylo sloučeno s MS Veverské Knínice a MS Veverská Bítýška;
- 1984: 7. 7. uspořádány „Mladé hody“. Zúčastnilo se 13 krojovaných párů. Na dlouhou dobu poslední.
- 1985: zbourání torza bývalé Hazlingerovy hospody ve středu obce;
- 1990: 15. listopadu se Hvozdec stal opět samostatnou obcí;
- 1991: došlo k rozdělení a rozpadu JZD;
- 1992: vybudování obecního vodovodu;
- 1996: Otto Pšikal otevřel novou hospodu v prostorách učitelského bytu v bývalé škole.
- 2008: po 24 letech byly uspořádány Krojované hody;
- 2010: vybudování splaškové kanalizace a čističky odpadních vod;
- 2012: Dlouhotrvající sucho a havárie vodovodu sužovaly v květnu a červnu Hvozdec nedostatkem vody[4].

## Obyvatelstvo
| Rok            | 1869 | 1880 | 1890 | 1900 | 1910 | 1921 | 1930 | 1950 | 1961 | 1970 | 1980 | 1991 | 2001 | 2011 | 2021 |
| -------------- | ---- | ---- | ---- | ---- | ---- | ---- | ---- | ---- | ---- | ---- | ---- | ---- | ---- | ---- | ---- |
| Počet obyvatel | 346  | 347  | 318  | 319  | 338  | 330  | 330  | 285  | 289  | 263  | 243  | 189  | 205  | 258  | 346  |
| Počet domů     | 45   | 46   | 46   | 48   | 52   | 57   | 68   | 74   | 71   | 67   | 73   | 83   | 85   | 104  | 130  |

Vývoj počtu obyvatel

## Pamětihodnosti
- Kaple Navštívení Panny Marie